# Zbigniew Cybulski
Zbigniew Hubert Cybulski (3 de noviembre de 1927 - 8 de enero de 1967) fue un actor polaco, uno de los más populares de la posguerra, conocido como "El James Dean polaco".

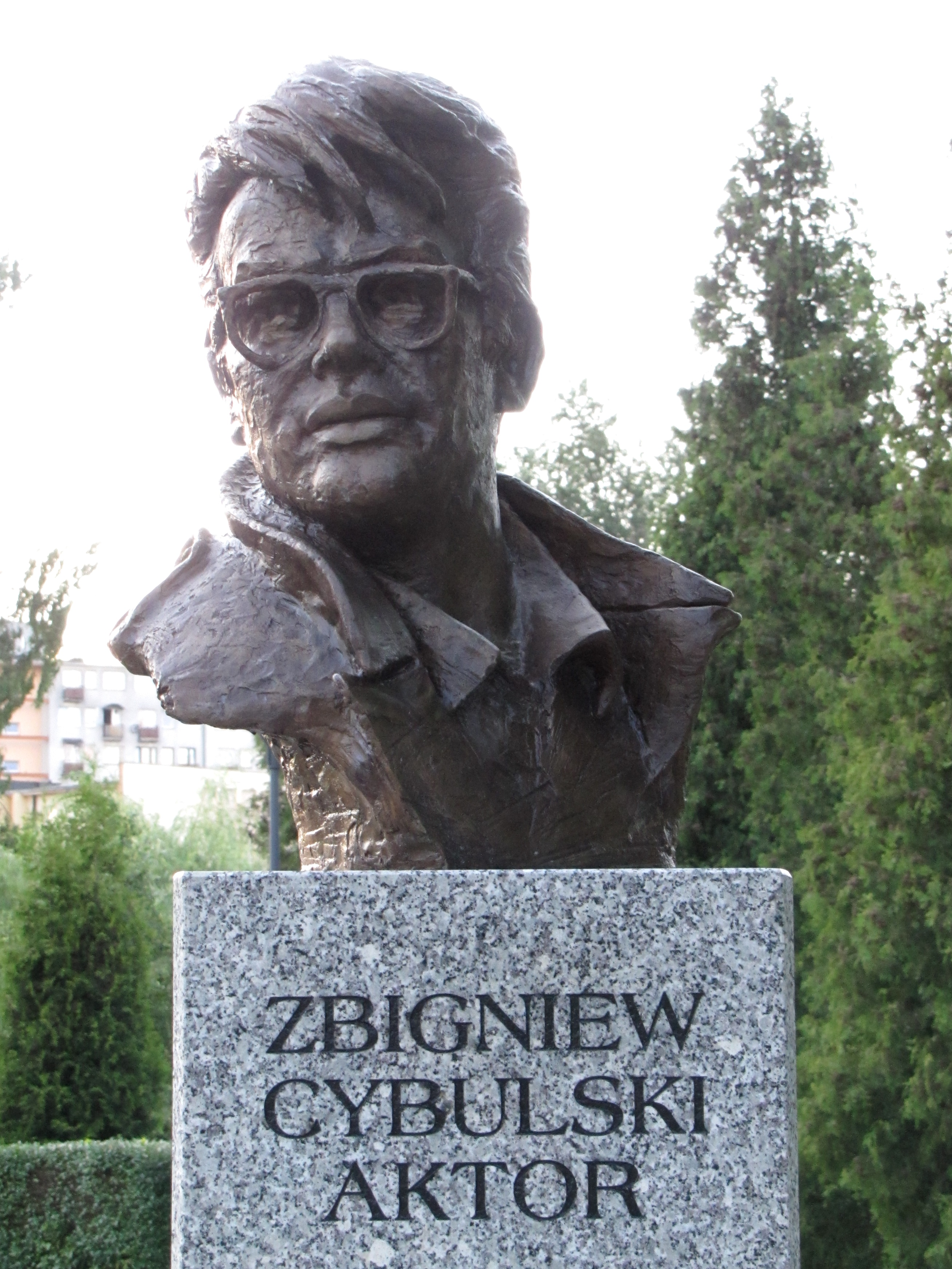
Busto de Zbigniew Cybulski en el Paseo de la fama de Łódź.

## Biografía
Zbigniew Cybulski nació en la villa de Kniaże cerca Śniatyń, hoy en el raión de Sniatyn de Ucrania. 
Estudió en la Academia de las artes teatrales de Cracovia graduándose en 1953. Debutó en Gdańsk y posteriormente se mudó a Varsovia, donde se incorporó al elenco del Ateneum Theatre.
Su fama llegó con el cine donde debutó en 1954 en Kariera y luego en 1958, en Krzyż Walecznych (La cruz de los valientes) de Kazimierz Kutz y en Cenizas y diamantes de Andrzej Wajda que lo proyectó internacionalmente.
Cybulski murió a los 39 años en un accidente en la estación de ferrocarril de Breslavia camino al estudio cinematográfico y tras saludar a su amiga Marlene Dietrich que viajaba en el tren que lo arrolló, al resbalar en el andén. Fue enterrado en Katowice.
En 1996, fue nombrado el más famoso actor polaco.

## Filmografía
- 1954 - Pokolenie
- 1954 - Kariera
- 1955 - Trzy starty
- 1956 - Tajemnica dzikiego szybu
- 1957 - Naufragios
- 1957 - Koniec nocy
- 1958 - The Eight Day of the Week
- 1958 - Cenizas y diamantes
- 1958 - Krzyż Walecznych
- 1959 - Pociąg
- 1960 - Hasta mañana
- 1960 - Innocent Sorcerers
- 1960 - Rozstanie
- 1962 - La poupée
- 1962 - Love at Twenty
- 1962 - How to Be Loved
- 1963 - Milczenie
- 1963 - Rozwodów nie będzie
- 1964 - To Love
- 1964 - Giuseppe w Warszawie

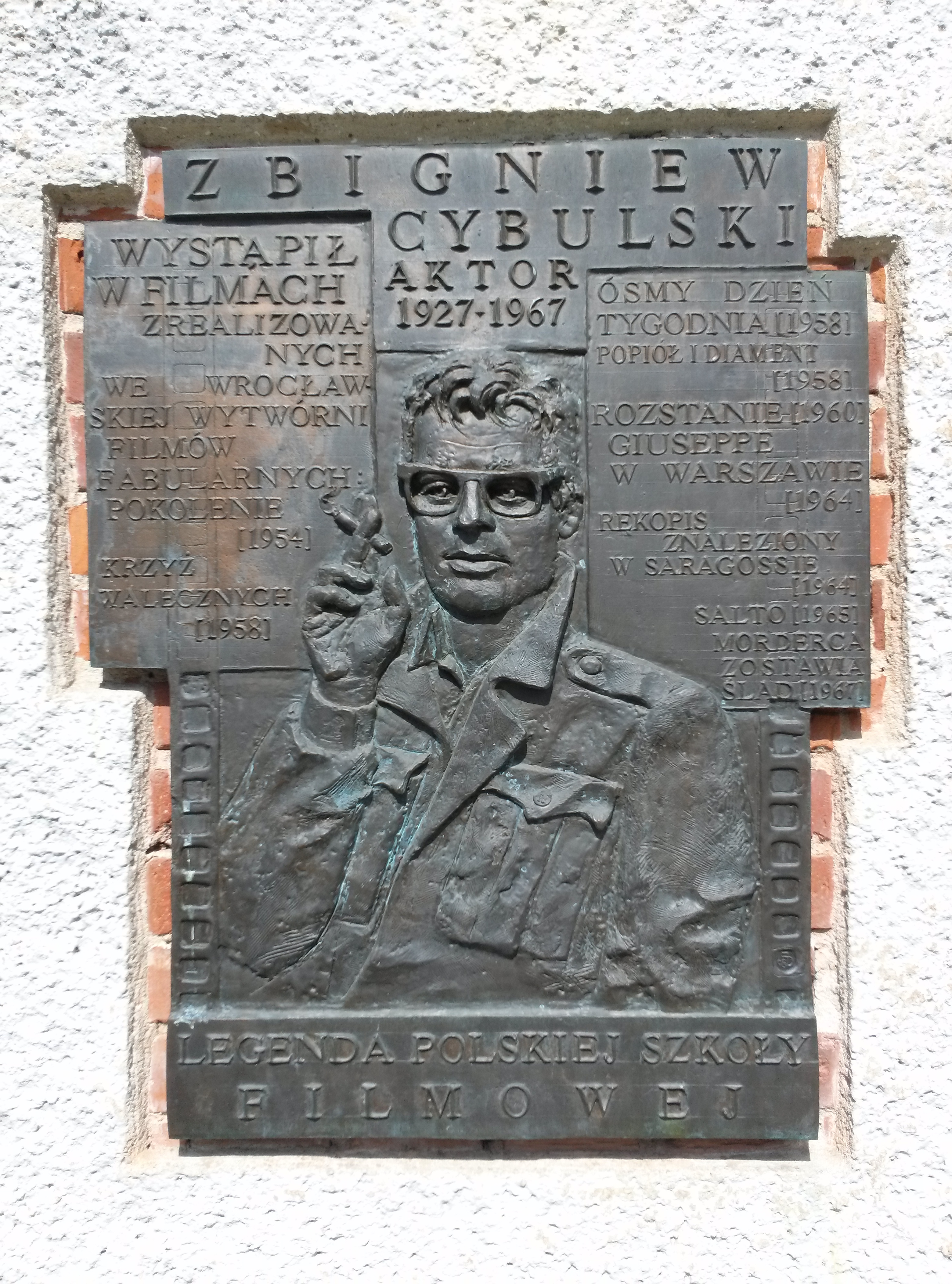
Placa conmemorativa de Zbigniew Cybulski en Breslavia.

- 1964 - El manuscrito encontrado en Zaragoza
- 1965 - Pingwin ( Łukasz)
- 1965 - Salto
- 1965 - Sam pośród miasta
- 1965 - Jutro Meksyk
- 1966 - Przedświąteczny wieczór
- 1966 - The Codes
- 1966 - Mistrz
- 1966 - Iluzja
- 1966 - Szyfry (Maciek)
- 1967 - Cała naprzód
- 1967 - Morderca zostawia ślad
- 1967 - Jowita